# Državna cesta D21
D21 je bila državna cesta u Hrvatskoj. Ukupna duljina iznosila je 80,1 km.